# 塔曼达雷
塔曼达雷是巴西伯南布哥州的一个市镇。总面积98.9平方公里，总人口18081人，人口密度182.8人/平方公里。